# Max Filke

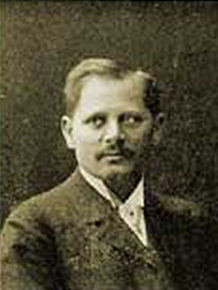
Max Filke, 1907.

Max Filke, född 5 oktober 1855, död 8 oktober 1911, var en tysk tonsättare och musikpedagog.
Filke var elev vid kyrkomusikskolan i Regensburg och konservatoriet i Leipzig samt från 1891 domkapellmästare i Breslau. Filke hör till de mera betydande katolska kyrkokompositörerna av modern riktning, och har komponerat ett antal mässor med orkester, requiem, te deum med mera samt även omtyckta världsliga sånger för blandad kör och manskör.